# Pierre-Simon Fournier

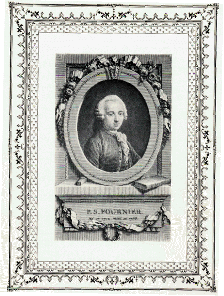
Pierre Simon Fournier.

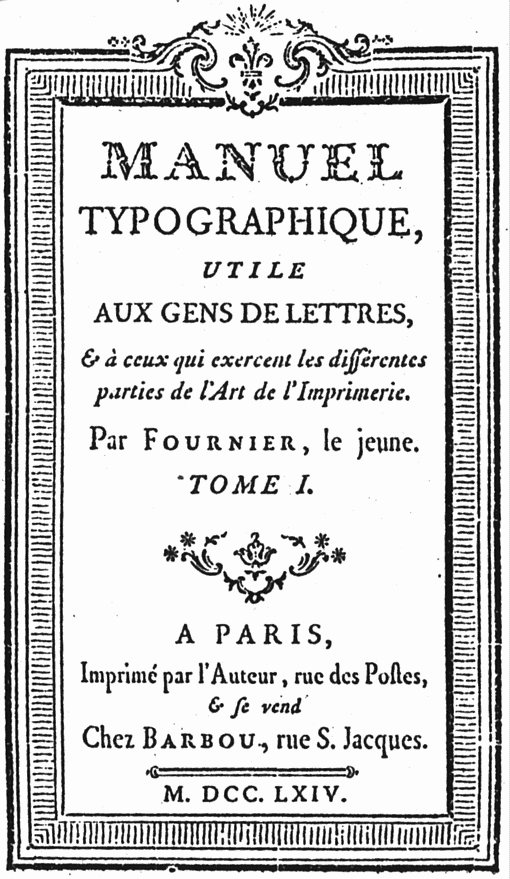
Manuel typographique

Pierre-Simon Fournier (París, 15 de septiembre de 1712-ibídem, 8 de octubre de 1768) fue un grabador y fundidor de tipos francés particularmente notable por la ornamentación tipográfica.
Su padre, Jean-Claude Fournier, venía de una familia de pintores reconocida por generaciones, lo cual fue de mucha inspiración para el futuro artista tipográfico. A los 17 años fue a trabajar a una fundición de tipos donde aprendió a abrir láminas y grabar ornamentos, lo cual le ayudó a empezar a diseñar nuevos tipos que fueron de los más usados en esos tiempos.
Hizo su propia fundición de tipos en París en el año 1736. Diseñó nuevos caracteres y se hizo famoso con ello, en especial con sus letras cursivas, que fueron una creación propia, ya que estas reformaron el aire antiguo que se les daba a los tipos romanos.
Publicó un Manual tipográfico (Manuel typographique), del cual hubo dos volúmenes en 1764 y 1766. Ambos volúmenes son una de las mayores fuentes de los procesos de elaboración de tipos en la era de la prensa, además de tener ejemplos de los tipos y ornamentaciones que Fournier utilizaba en su taller.
El aporte de Fournier es significativo en la ornamentación en sus tipos. Empezó a grabar bloques ornamentados en madera. Después cambió el material por láminas de hierro. Su primer tipo grabado fue el gros-canon en 1736.
Considerado más como del Rococó que como Neoclásico por su tipografía ornamental, muchos diseñadores copiaron los tipos de Pierre-Simon Fournier porque sus trabajos eran de los más destacados y los más legibles en ese tiempo.
El Fournier MT family, por Monotype, está basado en los tipos que Fournier diseñó.

## Obras
- Traité historique et critique sur l'origine de l'imprimerie (1763)
- Manuel typographique utile aux gens de lettres (2 volúmenes, 1764–65)
- Traité historique et critique sur l'origine et les progrès des caractères de fonte pour l'impression de la musique (1766)